# 沃爾夫皮特 (肯塔基州)
沃爾夫皮特（英語：Wolfpit）是位於美國肯塔基州派克縣的一個非建制地區。

## 地理
沃爾夫皮特所處的海拔為高於海平面224米（即735英呎），而該地所採用的時區為UTC-5，即北美東部時區（EST）。同時該地設有夏令時間，為UTC-5調快一小時，即UTC-4（EDT）。